# 福斯特龐德 (伊利諾伊州)
福斯特龐德（英語：Foster Pond）是位於美國伊利諾伊州門羅縣的一個非建制地區。該地的面積和人口皆未知。

## 地理
福斯特龐德的座標為38°18′42″N 90°13′39″W / 38.31167°N 90.22750°W，而該地的平均海拔高度為196米（即643英尺）。